# Alexander Keith Johnston
Pour les articles homonymes, voir Johnston.
Alexander Keith Johnston, né le 28 décembre 1804 à Kirkhill, un hameau de Penicuik et mort le 9 juillet 1871 à Ben Rhydding, est un cartographe écossais.

## Biographie
Fils de Andrew Johnston et Isabel Keith, frère de Thomas Brumby Johnston, il étudie à la Royal High School d'Édimbourg puis à l'Université d'Édimbourg où il est élève de William Home Lizars.
Il est associé dès 1826 avec son frère William (1802-1888) dans la société W & A. K. Johnston qui édite des plans et cartes. Alexander Keith Johnston dresse ainsi plusieurs cartes de la Nouvelle-Zélande (1844-1845) et publie à son nom des Atlas.
Nommé au titre honorifique de Geographer Royal (en) en 1843 et élu à la Royal Society of Edinburgh (octobre 1849), il est un des membres fondateurs en 1855 de la Scottish Meteorological Society (en). Il devient docteur honoraire en 1865.
Il est le père du cartographe Alexander Keith Johnston.
Jules Verne le mentionne dans son roman Les Enfants du capitaine Grant (partie 3, chapitre I).

## Publications
- National Atlas of Historical, Commercial and Political Geography (1844-1849).

## Récompenses et distinctions
- 1871 : Médaille d'or de la Royal Geographical Society avec mention « Pour ses services dans la promotion de la géographie physique ».